# Модель Тромпенаарса про національні культурні відмінності

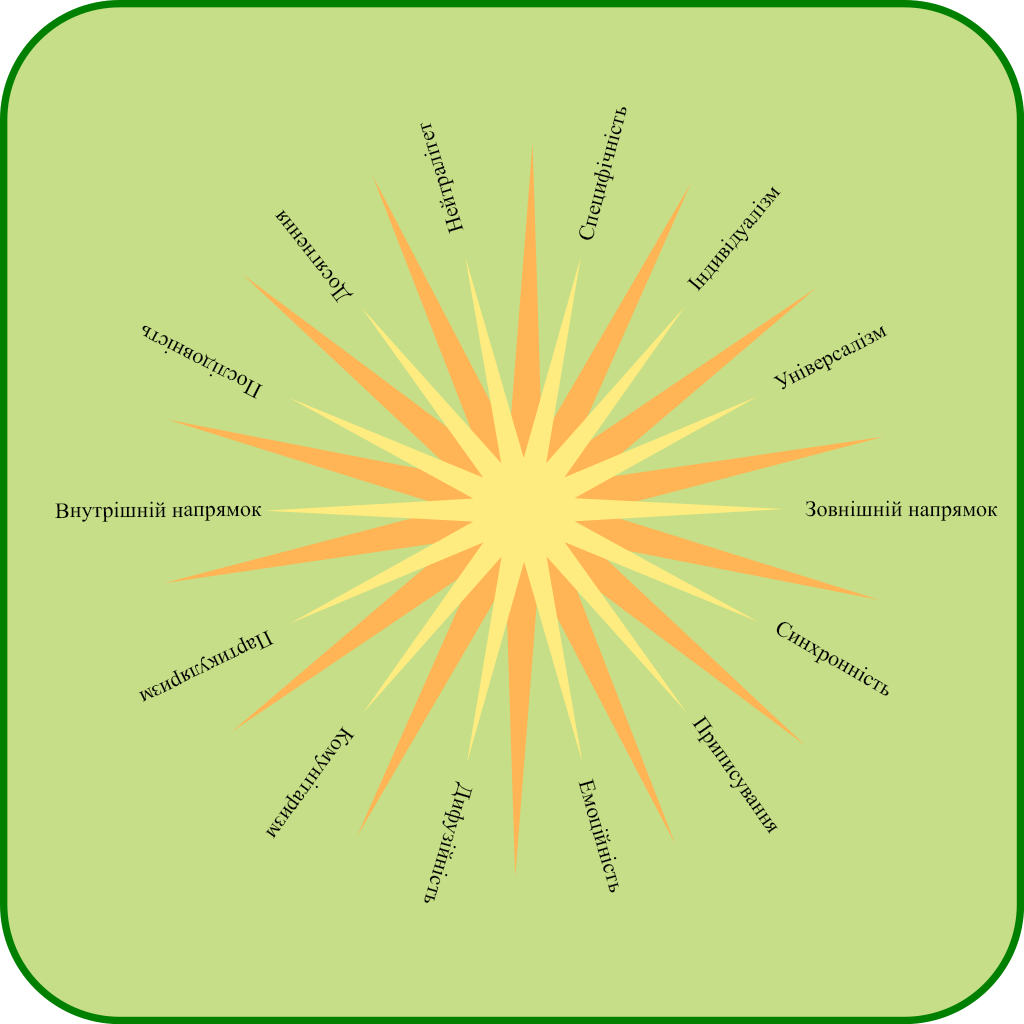
Сім вимірів культури

Модель відмінностей національних культур Тромпенаарса — це основа для міжкультурної комунікації, що застосовується до загального бізнесу та менеджменту, розроблена Фонсом Тромпенаарсом і Чарльзом Гемпден-Тернером. Для цього було проведено масштабне опитування 8 841 менеджерів та працівників організацій з 43 країн.
Ця модель національних культурних відмінностей має сім вимірів. П'ять орієнтацій охоплюють способи, якими люди взаємодіють один з одним, одна — час, і ще одна — навколишнє середовище.

## Універсалізм у порівнянні з партикуляризмом
Універсалізм — це віра в те, що ідеї та практики можуть бути застосовані скрізь без змін, тоді як партикуляризм — це віра в те, що обставини диктують, як слід застосовувати ідеї та практики. Тут постає питання: що важливіше — правила чи стосунки? Культури з високим рівнем універсалізму бачать єдину реальність і зосереджуються на формальних правилах. Ділові зустрічі характеризуються раціональними, професійними аргументами з установкою "переходимо до справи". Дослідження Тромпенаарса показало, що високий рівень універсалізму спостерігається в таких країнах, як США, Канада, Великобританія, Австралія, Німеччина та Швеція. Культури з високим рівнем партикуляризму сприймають реальність як більш суб'єктивну і роблять більший акцент на взаємовідносинах. Під час зустрічей у партикуляристському середовищі важливо познайомитися з людьми, з якими ви ведете бізнес. Представники універсалістської культури були б мудрими, якби під час таких ділових зустрічей не відкидали особисті переживання як несуттєві або просто світську бесіду. До країн з високим рівнем партикуляризму належать Венесуела, Індонезія, Китай, Південна Корея та колишній Радянський Союз.

## Індивідуалізм у порівнянні з комунітаризмом
Індивідуалізм означає, що люди вважають себе індивідуальностями, тоді як комунітаризм означає, що люди вважають себе частиною групи. Дослідження Тромпенаарса дало цікаві результати і показало, що культури можуть змінюватися швидше, ніж багато хто уявляє. Можливо, не дивно бачити таку країну, як Сполучені Штати, з високим рівнем індивідуалізму, але Мексика і колишні комуністичні країни Чехословаччини та Радянського Союзу також були визнані індивідуалістичними в дослідженні Тромпенаарса. У Мексиці відхід від колишньої комунітарної культури можна пояснити її членством у NAFTA і залученням до глобальної економіки. Це контрастує з попереднім дослідженням Хофстеде, яке визнало ці країни колективістськими, і демонструє динамічну та складну природу культури. До країн з високим рівнем комунітаризму належать Німеччина, Китай, Франція, Японія та Сінгапур.

## Нейтральність у порівнянні з емоційностю
Нейтральна культура — це культура, в якій емоції стримуються, тоді як емоційна культура - це культура, в якій емоції виражаються відкрито і природно. Нейтральні культури, які швидко спадають на думку, — це культура японців і британців. Прикладами високо емоційних культур є Нідерланди, Мексика, Італія, Ізраїль та Іспанія. В емоційних культурах люди часто посміхаються, голосно розмовляють, коли збуджені, і вітають один одного з ентузіазмом. Отже, коли люди з нейтральної культури ведуть бізнес в емоційній культурі, вони повинні бути готові до потенційно жвавої та галасливої зустрічі і намагатися відповідати тепло. Що стосується представників емоційної культури, які ведуть бізнес у нейтральній культурі, то їх не повинен відлякувати брак емоцій.

## Специфічність у порівнянні з дифузійністю
Специфічна культура — це культура, в якій люди мають великий публічний простір, яким вони охоче діляться з іншими, і невеликий приватний простір, який вони ретельно охороняють і поділяють лише з близькими друзями та однодумцями. Дифузна культура - це культура, в якій публічний і приватний простір подібні за розміром, і люди ретельно охороняють свій публічний простір, тому що вхід у публічний простір означає вхід у приватний простір. Вона розглядає, наскільки відокремленими в культурі є особисте і публічне життя. Фред Лутанс і Джонатан Дох наводять наступний приклад, який пояснює це:
Прикладом таких специфічних і дифузних культурних вимірів є Сполучені Штати та Німеччина. Американського професора, наприклад, доктора філософії Роберта Сміта, студенти зазвичай називають "доктор Сміт", коли він перебуває в американському університеті. Однак під час шопінгу продавець у магазині може назвати його "Боб", і він може навіть попросити у нього поради щодо деяких покупок, які збирається зробити. Під час гри в гольф Боб може бути просто одним з хлопців, навіть для партнера по гольфу, який є аспірантом на його факультеті. Причина таких змін у статусі полягає в тому, що завдяки специфічним культурним цінностям США люди мають великий публічний простір і часто поводяться по-різному залежно від своєї суспільної ролі. У той же час, однак, Боб має приватний простір, закритий для студентів, які повинні називати його "доктор Сміт" на заняттях. З іншого боку, у високодифузних культурах публічне і приватне життя людини часто схожі. Тому в Німеччині до пана професора доктора Шмідта звертаються так в університеті, на місцевому ринку та в боулінгу, і навіть дружина може офіційно звертатися до нього на людях. Багато формальностей зберігається, часто створюючи враження, що німці задушливі або відсторонені.

## Досягнення у порівнянн з приписуванням
У культурі досягнень люди отримують статус на основі того, наскільки добре вони виконують свої функції. У культурі приписування статус базується на тому, ким або чим є людина. Чи потрібно доводити свою спроможність, щоб отримати статус, чи його дають? До культур досягнень належать США, Австрія, Ізраїль, Швейцарія та Великобританія. Деякі культури приписування — Венесуела, Індонезія та Китай. Коли люди з культури досягнень ведуть бізнес у культурі приписування, важливо мати старших членів з офіційними титулами, а також виявляти повагу до своїх колег. Однак для культури приписування, яка веде бізнес в культурі досягнень, важливо залучати обізнаних членів, які можуть довести свою компетентність іншій групі, а також проявляти повагу до знань та компетенсії своїх колег.

## Послідовність у порівнянні з синхронністю
Послідовна культура часу — це культура, в якій люди полюбляють, щоб події відбувалися в хронологічному порядку. Пунктуальність дуже цінується, і вони будують своє життя за розкладом, плануванням і конкретними та чіткими дедлайнами; в таких культурах час дуже важливий, і вони не терплять його марнування. Натомість у синхронних культурах певні часові відрізки розглядаються як переплетені періоди, що підкреслює важливість пунктуальності та дедлайнів, якщо вони є ключовими для досягнення цілей, і вони часто працюють над кількома справами одночасно, а також є більш гнучкими у розподілі часу та зобов'язань.

## Внутрішній контроль у порівнянні з зовнішнім
У культурі, спрямованій всередину, люди вірять у контроль результатів і мають домінуюче ставлення до навколишнього середовища. У культурі, спрямованій назовні, люди вірять у те, що все має йти своїм ходом, і мають більш гнучке ставлення, що характеризується готовністю до компромісів і підтримання гармонії з природою.